# Národní park Meru Betiri
Meru Betiri je národní park v indonéské provincii Východní Jáva. Byl založen roku 1982 a nejbližším městem je Jember. Park se rozléhá na více než 580 km2, z nichž je malá část vodní plocha (konkrétně 8,45 km2). Pláže tohoto parku poskytují hnízdiště pro ohrožené druhy želv, jako jsou kožatky velké, karety pravé, karety obrovské nebo karety zelenavé.

## Geografie a klima
Národní park Meri Betiri má rozmanitou topografii sahající od čistého pobřeží po vysočinu s nadmořskou výškou téměř 1 200 metrů. Nejvyšší horou je Betiri s výškou 1192 metrů, ostatní hory jsou ale výrazně nižší. Mezi nejznámější hory v parku patří Mount Gamping (o výšce 538 m), Mount Butak (o výšce 609 m), Mount Sukamade Atas (o výšce 801 m), Mount Gendong (o výšce 840 m), Mount Mandilis (o výšce 844 m). Topografie podél pobřeží je obecně kopcovitá až hornatá. Na západě je jen několik málo písečných pláží. Přes národní park Meri Batiri protékají celoročně vodné řeky jako je například Sukamade, Permisan, Meru a Sekar Pisang, která teče k jižnímu pobřeží.
Oblast Meri Betiri je ovlivněna pravidelnými monzunovými větry. Ty přinášejí v podobě západního větru v období od listopadu do března dešťové srážky, zatímco období sucha se tu vyskytuje v období od dubna do října. Průměrné roční srážky se pohybují v rozmezí 2300 a 4 000 milimetrů, v průměru jsou 4 měsíce suché a 7 měsíců mokrých.

## Vegetace
V důsledku velmi rozmanité topografie se v národním parku Meri Betiri nachází pět různých typů vegetace:
- Pobřežní vegetace – která se nachází kolem zálivů Sukamade a Meru. Tato vegetace zahrnuje Barringtonia asiatica, kalaba obvejčitá, ibišek lípovitý, vrcholák pravý a Pandanus tectorius.
- Mangrovová vegetace – která se nachází na východní straně zálivu Rajegwesi u odtoku řek Lembu a Karang Tambak, zátoky Meru a pobřeží Sukamade. Dominantní vegetací jsou kořenovníky, kolíkovníky a Bruguiera gymnorhiza.
- Bažinová vegetace – která se nachází v zadní části mangrovníkového lesa Sukamade. Mezi nejhojnější zdejší stromy patří Caqui, Gluta renghas, Alstonia scholaris a lejnice smradlavá.
- Nížinný tropický deštný prales – nacházející se zhruba uprostřed oblasti. Mezi zdejšími dřevinami je například Pterospermum, Tetrameles nudiflora, Ficus variegata, Diospyros cauliflora, Aglaia variegata, Dracontomelon mangiferum, Bischofia javanica, Pseudobombax septenataum, Pseudobombax.
- Rheofyty – v mokřadech, například v oblasti Sukamade. Dominantním druhem vegetace je zde Saccharum spontaneum.[3]

## Fauna
Park poskytuje útočiště pro mnoho desítek druhů chráněných zvířat, včetně 29 druhů savců a 180 druhů ptáků. Mezi nimi jsou banteng, levhart jávský, dhoul sumatranský, divočák, makak jávský, poletucha Horsfieldova, kočka bengálská, muntžak sundský nebo páv zelený. Pláže parku slouží jako hnízdiště pro kožatky velké, karety pravé, karety obrovské nebo karety zelenavé.
Národní park Meru Betiri je známý jakožto poslední místo, kde byl zaznamenán tygr javánský (Panthera tigris sondaica), který je dnes považován za vyhynulého; k poslednímu pozorování došlo v roce 1976. Průzkum zdejší chráněné oblasti v roce 1997 ale odhalil nové otisky tygřích tlap ve velikosti od 26 do 28 centimetrů, takže zdejší ministerstvo lesnictví a ochrany přírody souhlasilo s monitorováním zdejších lesů za účelem ověření možné stálé existence tygra jávského a lesy jsou od roku 2011 hlídány kamerovým systémem.

## Historie ochrany přírody
Lesní oblast Meru Betiri byla poprvé označena jako "chráněný les" nizozemskou koloniální vládou v roce 1931. V roce 1972 byl chráněný les Meru Betiri (o rozloze 500 km2) označen jako útočiště pro divokou zvěř s prioritním zaměřením na ochranu přirozeného prostředí tehdy ohroženého tygra jávského. V roce 1982 byla chráněná oblast rozšířena o některá území a dostala se na 580 km2, navíc k ní byla přidána mořská plocha 845 ha. Na konci stejného roku byla celá oblast povýšena na národní park. Poslední územní změny parku byly provedeny v roce 1997, byly ovšem jen ve velmi malém rozsahu.